# Teucholabis tullochi
Teucholabis tullochi är en tvåvingeart som beskrevs av Alexander 1945. Teucholabis tullochi ingår i släktet Teucholabis och familjen småharkrankar. Inga underarter finns listade i Catalogue of Life.